# فرودگاه شهرستان لاو
فرودگاه شهرستان لاو (به انگلیسی: Love County Airport) یک فرودگاه همگانی است که یک باند فرود چمن دارد. این فرودگاه در کشور ایالات متحده آمریکا قرار دارد.